# Lacabòn
Il lacabòn (o lecabòn) è un dolce artigianale tradizionale di Alessandria.
È fatto a forma di bastoncino impastando il miele insieme allo zucchero.
Si vende a Sant'Antonio (17 gennaio), e specialmente a Santa Lucia (13 dicembre) nell'omonima piazzetta.
Facendo un breve viaggio nella storia di questo dolce non si può non ricordare "il decano dei fabbricanti di lacabòn", Leonardo Fortino, scomparso nel 2004, che imparò l'arte dal nonno e dal padre, custode in casa del calderone in cui bollire l'impasto e del chiodo su cui tirarlo e stirarlo  . 

## Riconoscimenti
Il lacabon (chiamato anche leccabon) ha ricevuto la Denominazione comunale d'origine dal comune di Alessandria.

## Abbinamenti consigliati
- L'Alta Langa spumante rosato
- Monferrato Chiaretto (o Ciaret)
- Vini da dessert, come Malvasia di Casorzo d'Asti